# 한류

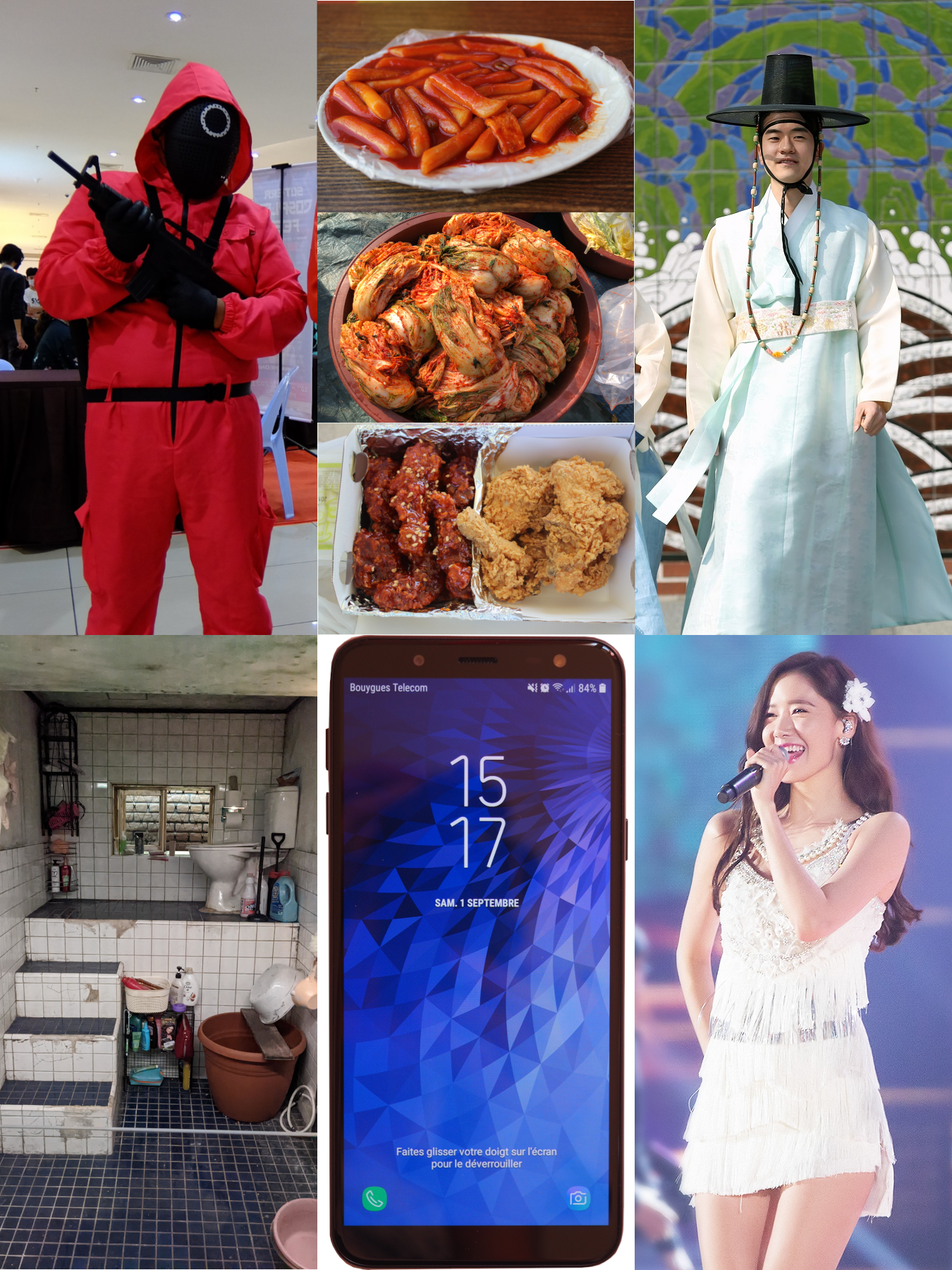
한국 현대문화의 다양한 요소 위에서 아래로 왼쪽에서 오른쪽으로 : 오징어 게임 코스플레이어, 기생충의 화장실, 떡볶이, 김치, 프라이드 치킨, 삼성 갤럭시 J6, 한복입은 남자, 소녀시대 윤아

한류(韓流, 영어: Korean Wave, Hallyu)는 대한민국의 대중문화를 포함한 한국과 관련된 것들이 대한민국 이외의 나라에서 인기를 얻는 현상을 뜻한다. ‘한류’라는 단어는 1990년대에 대한민국 문화의 영향력이 타국에서 급성장함에 따라 등장한 신조어이다.
초기 한류는 아시아 지역에서 주로 드라마를 통해 여성들에게 발현되었으며 이후 K-POP으로 분야가 확장되었다. 2010년대에 들어서는 동아시아를 넘어 중동 (북아프리카 포함), 라틴 아메리카 (중남미), 동유럽, 러시아, 중앙아시아 지역으로 넓어졌으며, 최근에는 북아메리카 (북미)와 서유럽 그리고 오세아니아 지역으로 급속히 확산되고 있다. 한국어가 소수 언어이자 고립어임에도 불구하고 문화적 경쟁력이 높은 것은 이례적인 사례이다.

## 어원
1998년부터 본격적으로 대한민국의 대중음악이 해외로 진출하기 시작하면서 현재의 한류라고 볼 수 있는 현상이 등장했다. 당시에는 한류라는 단어 그 자체로만은 사용되지 않았지만 대신 대만에서는 ‘하일한류(夏日韓流 샤르한류[*], 여름에 부는 한국 바람)’, 중국에서는 ‘일진한류(一陣韓流 이전한류[*], 한 바탕의 한류)’와 같은 표현이 가끔 사용되었다. 이 단어들의 유래는 한류가 차가운 해류를 뜻하는 ‘한류(寒流 한류[*])’와 발음이 비슷하다는 것과 관련되어 있다. 또 ‘한풍(韓風 한펑[*])’과 같은 표현도 사용되었는데, 이는 ‘한풍(寒風 한펑[*])’과 발음이 유사하다는 점에서 한류 현상에 대한 경계를 나타내기도 한다.
한류라는 단어는 합성신조어로서, 특성 또는 독특한 경향을 뜻하는 접미사 ‘~류(流)’에 한국을 뜻하는 ‘한(韓)’을 붙인 것이다.
이후 한류라는 단어가 처음 공식적으로 사용된 것은 1999년 대한민국 문화관광부에서 대중음악의 해외 홍보를 위해 〈韓流-Song from Korea〉라는 이름으로 음반을 제작했을 때였다.

## 역사

### 1990년대: 대중문화의 발전
「쥐라기공원」의 흥행수익 車(차) 百(백)50萬臺(만대) 수출과 같아
(초략) 따라서 다가올 미래 정보사회에서 각광받게 될 영상산업을 육성하기 위해 영상산업육성진흥과 문화사업보호를 위한 정책을 마련하고 세계첨단영상시장을 선점하기 위해서는 첨단영상산업을 현재 추진중인 국가고소정보통신망사업의 전략 핵심산업으로 육성지원해야 한다고 결론을 내렸다. 
1987년 6·29 선언으로 인해 대한민국에 민주주의가 들어서기 시작하면서 대중들은 대중문화에 대해 더 많은 관심을 가지기 시작했다. 이와 함께 SBS를 포함한 여러 케이블 TV, 위성방송 채널 등이 개국하면서 본격적인 상업 방송이 활성화되었고, 이는 곧 방송 환경의 발달로 이어졌다. 방송 환경의 발달은 대기업 자본의 문화 산업 참여를 유도했고, 그 결과 체계적인 생산 과정의 도입 등 문화 콘텐츠의 질을 높이는 여러 변화가 일어났다. 이 과정에서 대한민국의 문화 산업에는 ‘기획’이라는 개념이 본격적으로 자리 잡기 시작했는데, 그 예로 1990년대에 설립된 기획 영화 제작사 ‘신씨네’, 기획 아이돌 소속사 ‘SM엔터테인먼트’ 등이 있다.
1994년, 《쥬라기 공원》의 1년 수익이 자동차 150만 대 수출 수익에 맞먹는다는 사실이 언론을 통해 알려지면서 문화의 경제적 효과에 중점을 둔 ‘문화산업론’이 지지를 얻기 시작했다. 그리고 몇 년 후 대한민국의 외환 위기와 IT 산업의 쇠퇴가 겹치면서 산업 구조에 변화가 필요하게 되자 정부는 국가 차원에서 문화 산업을 지지하기 시작했다.

### 2000년대: 아시아에서의 인기
2000년대 즈음 대중문화가 발전하면서 대한민국 시장만으로는 대중문화 산업을 감당할 수 없게 되었고, 이에 기업들은 대한민국에서 벗어나 더 넓은 시장으로의 진출을 모색하기 시작했다. 그리고 얼마 안 있어 2000년 2월에 대한민국의 댄스 그룹 H.O.T.가 베이징에서 공연을 하면서 본격적인 중국에서의 한류를 일으켰다. 이후 2003년 베이비복스의 곡인 〈I’m Still Loving You〉는 발매 후 중국에서 차트 1위, 대만에서 4위, 홍콩에서 2위, 태국에서 1위를 기록하며 성공을 거두었다. 2005년 베이징에서 열린 정지훈의 공연 “Rainy day-Beijing”은 관객 4만 명을 동원하며 큰 성공을 이루었다. 한편, 2001년 보아가 일본에서 출시한 정규 음반 《Listen to My Heart》는 대한민국 노래 최초로 오리콘 앨범차트 1위에 오르는 성과를 내었다.
2000년에 방영된 드라마 《가을동화》는 같은 해 대만에 수출된 후로 여러 나라에서 관심을 모았다. 또한 이 드라마의 영향으로 드라마의 촬영지를 보기 위해 외국에서 찾아오는 관광객이 등장했다. 대한민국의 영화 《쉬리》는 2000년에 일본에서 개봉하면서 흥행 1위를 달성했다. 2003년에 공개된 드라마 《대장금》 또한 여러 나라에서 관심을 받았는데, 이 드라마는 단순한 대중문화 이외에도 한국의 전통문화를 함께 외국에 알렸다는 점에 의의가 있다. 2003년에는 드라마 《겨울연가》가 일본에 수출되면서 인기를 끌었으며, 2004년에는 《풀하우스》가 아시아에서 인기를 끌었다.
2008년에는 드라마 《주몽》이 이란에서 시청률 85%를 기록하며 큰 인기를 끌었다. 이어서 여러 대한민국 드라마들이 이란에서 인기를 끌었고, 현지 언론은 대한민국 드라마 관련 기사를 비중 있게 다루며 직접 드라마 촬영 장소를 찾기도 하였다. 또, 네팔에서는 《엽기적인 그녀》 같은 대한민국 영화가 인기를 끌어 일부 젊은이들 사이에서 “사랑해요(Sarang hyo)” 같은 한국어가 유행하기도 했다.
2009년 대한민국의 아이돌 그룹 동방신기는 한국 그룹 최초로 도쿄돔 무대에 섰다. 이후 2000년대 후반 동방신기가 소속사와의 분쟁으로 인해 활동이 주춤하자, 소녀시대나 카라와 같은 걸그룹들이 해외 진출의 주를 이루었다. 2009년 카라는 《Pretty Girl》로 태국의 ‘AS TV 아시아 팝 차트’에서 1위를 달성했으며 태국 네티즌들에 의해 패러디 영상이 만들어지는 등 인기를 끌었다.

### 2010년대: 세계화

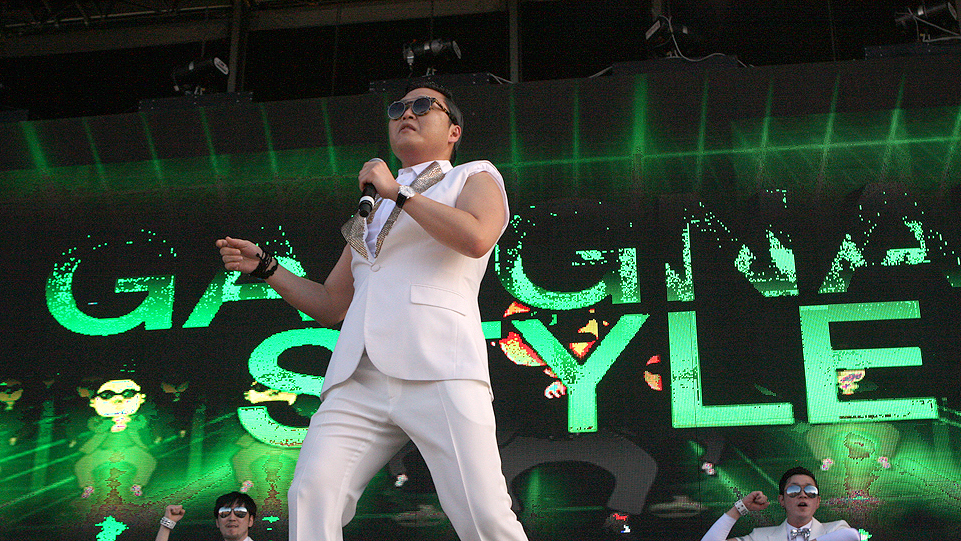
오스트레일리아에서 《강남스타일》 공연을 진행하는 싸이.

2000년대 말부터 대한민국의 문화콘텐츠 기업들은 아시아 지역에서 벗어나 다양한 지역으로의 진출을 시도하기 시작했다. 가수로서 일본에서 인기를 끌었던 보아는 2008년 미국 진출을, 대한민국 내에서 인기를 끌었던 원더걸스는 2009년 미국 진출을 선언했다. 하지만 모두 큰 성과는 거두지 못하고 대한민국이나 일본으로 복귀하게 되었다.
하지만 2011년에는 SM엔터테인먼트가 프랑스 파리와 미국 뉴욕에서 ‘SM타운 콘서트’를 성공적으로 진행했고, 2012년에는 한류 팬들을 대상으로 한 컨벤션 KCON이 성황리에 개최되었다. 또, 2013년에는 슈퍼주니어가 상파울루, 리마, 산티아고, 부에노스아이레스, 멕시코시티 등 남미 도시에서 성공적으로 콘서트를 개최하였다.
2012년에는 싸이의 《강남스타일》이 세계적으로 인기를 끌었다. 《강남스타일》은 기존의 서양에 존재했던 소수의 한류 커뮤니티뿐만 아니라 대중사회에서도 인기를 끌었으며, 2012년 9월에는 미국 빌보드 차트에서 2위를 차지했다. 또, 2014년 5월 31일에는 유튜브 최초로 조회수 20억 건을 돌파하는 성과를 내기도 했다. 이에 버락 오바마 미국 대통령은 2013년 한·미 정상회담 도중 “세계의 많은 사람들이 대한민국 문화에 매료당하고 있다”면서 딸들이 자신에게 강남스타일 춤을 가르쳐 줬던 일화를 언급했다.
한편, 아시아에서는 대한민국 예능이 인기를 얻기 시작했다. 《신서유기》는 중국 QQ닷컴에서 1천만 뷰를 돌파해 인기를 끌었으며, 《런닝맨》은 중국, 인도네시아 등지에서 인기를 끌었다.

### 2020년대: 미국화
그 이후 방탄소년단이 등장하며 세계적으로 큰 인기를 끌게 되었다. 그러나 이 역시 소수 언어인 한국어를 사용하고 있는 동안에는 인기를 끌지 못했으며, 다수가 사용하고 있는 영어 보컬로서 활동한 이후 큰 인기를 끌게 되었다.
그리고나서 케이팝 등 대부분의 문화가 한국어 대신 영어를 사용하고, 각본의 전개 방향이 미국 영화를 본따 만드는 등 미국의 문화를 따르면서, 한국의 고유함이 사라진다는 우려도 한국 내에서 나타났다.

## 지역별 한류

### 동아시아
2000년대 동북아시아와 동남아시아를 중심으로 한류가 퍼지기 전부터, 1990년대 후반부터 중국에서는 한류의 씨앗이 자라고 있었다. 1992년 한·중 수교가 성사된 후 처음으로 1993년에 중국중앙방송국(中國中央電視台, CCTV)에서 드라마 〈질투〉(嫉妒)가 방영되었다. 그러나 중국수용자의 관심을 끌지는 못했다. 그 후 1997년에 CCTV에서 〈사랑이 뭐길래〉(愛情是什麼)가 방영되면서 큰 인기를 얻었다. 이후에는 〈별은 내 가슴에〉나 〈의가형제〉 같은 드라마가 중국에 수출되기도 하였다. 또 1998년에는 H.O.T의 음반이 중국에서 발매되었다. 이후 2000년 2월 베이징에서 열린 H.O.T.의 공연은 본격적으로 한류가 중국에 퍼지는 데에 큰 영향을 주었다.
중국에서는 대한민국 문화 마니아를 뜻하는 한미(韓迷 한미[*])라는 단어가 생겨났다. 또, 비슷한 뜻의 합한족(哈韓族 하한쭈[*])이라는 단어 또한 등장했는데, 이는 대만에서 일본 문화를 좋아하는 사람들을 합일족이라고 부른 데서 유래했다. 대한민국의 대중문화 중에서도 드라마를 좋아하는 팬들은 한극미(韓劇迷 한쥐미[*])라고 부르기도 한다.
2003년 일본에 수출된 드라마 〈겨울연가〉는 NHK에서 방영된 이후 일본 중장년 여성을 중심으로 인기를 얻었다. 이러한 인기로 인해 일본에서는 〈겨울연가〉의 주인공이었던 배용준을 욘사마(ヨン様)라고 부르며 숭배하는 ‘욘사마 붐’이 일어났고, 이는 곧 드라마 촬영지를 ‘성지순례’하는 관광 붐으로 이어졌다. 이에 2004년 일본에서 대한민국을 방문한 관광객은 전년 대비 5.5% 증가했다. 2005년 〈겨울연가〉의 여주인공 역을 맡았던 최지우가 도쿄 관저에 방문했을 때 당시 일본의 총리였던 고이즈미 준이치로는 최지우와 함께 〈겨울연가〉에 대한 얘기를 나누었다. 또 한 심포지엄에서는 “자신보다 배용준이 더 인기가 많다”고 농담을 하기도 했다. 이러한 공로로 배용준은 2008년 대한민국에서 문화훈장을 수상했다.

### 북아메리카
2010년대 들어서 북아메리카 지역에서도 한류는 빠른 성장을 보였다. 남미 쪽에서 인기를 끌던 K-pop이 2010년대 중반 북미에도 전파되기 시작하였고, 이후 싸이와 방탄소년단이 세계적으로 크게 성공하자, 북미 지역에서 본격적으로 K-pop이 대중적인 인기를 얻게 되었다.

### 유럽
프랑스와 독일을 중심으로 한류가 빠르게 성장했다. K-pop을 중심으로 한국 문화에 대한 관심이 높아지고 있다. 아직 아시아에 비해 팬덤의 규모는 작지만 지속적으로 성장세를 보인다. 유럽의 주요 영화제에서 한국 영화가 좋은 성과를 거두는 것도 하나의 성장 요인이다.

## 같이 보기
한류 관련
- K-pop
- 한국학
- 대한민국의 텔레비전 드라마
- 대한민국의 영화
- 대한민국의 아이돌 그룹 목록
- K-pop 음악가 목록 (솔로 목록)
- 고려양(高麗樣, 고려풍) - 원 간섭기에 유입되어 원나라와 명나라 초기까지 유행하였던 고려식 풍습
- 한국음악
- 한국 무용
- 한국 전통 악기
- 109 상무조(구.109연합검열조) - 북한에서 한류확산을 막기 위해 만들어진 북한정부 조직
- 혐한류 (정책)(嫌韓流) - 일본정부의 한류 차단정책
- 한한령(금한령) - 중국정부의 한류 차단정책
- 동북공정